# 422P/Christensen
422P/Christensen è una cometa periodica appartenente alla famiglia delle comete gioviane. La cometa è stata scoperta il 22 settembre 2006 , la sua riscoperta il 5 giugno 2021 ha permesso di numerarla .